# Palmira Bastos
Palmira Bastos, nome artístico de Maria da Conceição Martins (Aldeia Gavinha, Alenquer, 30 de Maio de 1875 — Mercês, Lisboa, 10 de Maio de 1967), foi uma das mais conhecidas atrizes portuguesas.

## Biografia
Maria da Conceição Martins nasceu a 30 de maio de 1875, em Aldeia Gavinha, concelho de Alenquer (distrito de Lisboa), onde foi batizada a 14 de junho de 1875. Foi a terceira filha de um casal de atores espanhóis de uma companhia ambulante que estavam temporariamente em Portugal sendo ele, Pedro Echevarría Martínez, de Valladolid e a mãe, Maria das Dores, de Santiago de Compostela. Após o pai ter abandonado a mãe, esta foi para Lisboa empregando-se de dia numa modista e de noite no Teatro Trindade como corista, onde utilizou o nome artístico Palmira Rey.
A estreia de Palmira Bastos como atriz deu-se em 18 de julho de 1890, com apenas 15 anos, sendo o início de uma longa carreira de 75 anos de dedicação ao teatro.

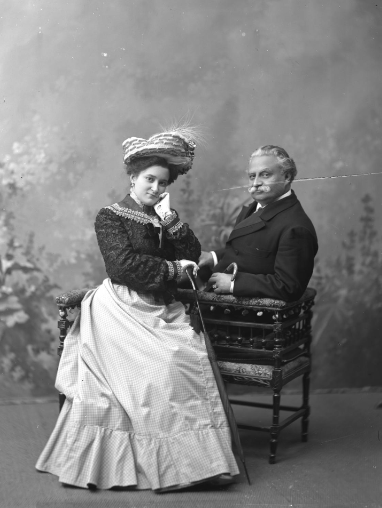
Palmira Bastos e seu marido, António de Sousa Bastos, década de 1890.

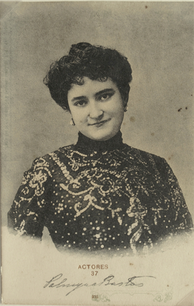
Fotografia autografada de Palmira Bastos, cerca de 1900.

Palmira Bastos casou com o nome de Maria da Conceição Palmira Martins em 1 de julho de 1894, na igreja de São José, em Lisboa, com o dramaturgo e empresário teatral António de Sousa Bastos, trinta anos mais velho e já viúvo. António de Sousa Bastos viria a morrer em Lisboa, a 2 de julho de 1911. Desta união nasceram duas filhas: Alda e Amélia. Casou segunda vez em Lisboa, em 20 de julho de 1917, com o ator-tenor António Maria Monteiro de Sousa de Almeida Cruz.
Representou no Teatro Nacional D. Maria II, na Companhia Amélia Rey Colaço-Robles Monteiro e na Companhia Palmira Bastos-Alexandre d'Azevedo.
No cinema Palmira Bastos participou no filme mudo O Destino, do realizador francês George Pallu em 1922.
Em 1966 regista-se a última peça com que Palmira Bastos apareceu nos ecrãs de televisão. Foi As Árvores Morrem de Pé, de Alejandro Casona, tendo ficado célebre a frase "Morta por dentro, mas de pé, de pé, como as árvores" dita pela actriz de cerca de 90 anos no Teatro Avenida.
Palmira Bastos morreu com o nome de Maria da Conceição Martins, a 10 de maio de 1967, no Hospital da Liga dos Amigos dos Hospitais, ao Príncipe Real (freguesia das Mercês), em Lisboa, com 91 anos, vítima de trombose cerebral e foi sepultada no Cemitério do Alto de São João.

## Homenagens e condecorações
- 1920 - Oficial da Ordem Militar de Sant'Iago da Espada (3 de Abril)[11]
- 1958 - Comendadora da Ordem Militar de Sant'Iago da Espada (8 de Agosto)[11]
- 1963 - Prémio António Pinheiro, do SNI, pela encenação de Para Cada Um a Sua Verdade de Luigi Pirandello.[4][12][13]
- 1965 - Comendadora da Ordem Militar de Cristo (16 de Junho)[4][11][13][14]
- 1965 - Prémio Lucinda Simões, do SNI, pela actuação na peça O Ciclone de Sommerset Maughan[4][12]
- Medalha de Prata da Cidade de Lisboa[14]
- Medalha de Ouro da Cidade de Lisboa[13]
- Ordem do Cruzeiro do Sul[14][15]
- Ordem de Cidadã Carioca[14]